# Khuất Hữu Sơn
Khuất Hữu Sơn (sinh 1945)là đại biểu Quốc hội Việt Nam khóa X. Ông thuộc đoàn đại biểu Hà Tây.
Ông sinh năm 1945 tại xã Thọ Lộc, huyện Phúc Thọ tỉnh Sơn Tây, nay là huyện Phúc Thọ, TP Hà Nội.
Ông từng giữ các cương vị chủ chốt tại tỉnh Hà Tây: Trưởng ban Tổ chức Tỉnh ủy (1992), Phó Bí thư - Chủ tịch Ủy ban nhân dân tỉnh (1996), Bí thư Tỉnh ủy - Chủ tịch Hội đồng nhân dân tỉnh (2000).
Tại Đại hội Đảng IX (2001) ông được bầu vào Ban Chấp hành Trung ương. Sau đó ông giữ chức vụ Phó Trưởng ban Dân vận Trung ương.